# Пастрано, Уилли
Уилли Пастрано (исп. Willie Pastrano; род. 27 ноября 1935, Новый Орлеан, Луизиана, США) — американский боксёр-профессионал, выступавший в полутяжёлой весовой категории. Абсолютный чемпион мира в полутяжелом весе (1963—1965). Чемпион мира в полутяжелом весе по версии WBA (1963—1965), WBC (1963—1965).

## Биография
Пастрано родился в Новом Орлеане. Его лучший друг Ральф Дюпас занимался боксом в местном спортзале. Пастрано, который весил более 250 фунтов, решил начать тренироваться со своим другом.
После того, как Уилли похудел, он понял 2 вещи: ему нравится заниматься боксом и он ненавидит, когда по нему попадают. Таким образом Пастрано разработал стиль бокса, в котором он почти не получал ударов, а взамен старался не причинять боль своему противнику.
Пастрано женился в ранней молодости и к 1962 году у него и его жены Фэй было пятеро детей: Джон (род. 1955), Донна (род. 1957), Фрэнк (род. 1959), Николас (род. 1960) и Анджело (род. 1962).

## Профессиональная карьера
Пастрано начал свою карьеру в возрасте 16 лет. Он дрался со многими тяжеловесами и побеждал по очкам соперников в супертяжелом весе Рекса Лэйна, Брайана Лондона и Тома Макнили.
Талантливый Пастрано выиграл чемпионат мира в полутяжелом весе, победив в 1963 году великого Гарольда Джонсона в 15-раундовом бою раздельным решением. В 1964 году успешно защитил титул, победив техническим нокаутом Грегорио Перальта из Аргентины, взяв реванш за поражение в нетитульном бою. Сохранил титул, победив английского боксера Терри Даунса ТКО 11 в Манчестере. В 1964 году был признан чемпионом журнала «Ринг».

30 марта 1965 года Пастрано потерял титул, проиграв Хосе Торресу, в перерыве между девятым и десятым раундами рефери остановил бой, засчитав ему техническое поражение. Это был тот самый бой, где врач спросил у него, знает ли он, где он был находится, на что последовало легендарная фраза Пастрано: «Вы чертовски правы, я знаю, где я! Я в Мэдисон-сквер-гарден, где из меня выбивают дерьмо!». В бою с Торресом Пастрано был сбит с ног единственный раз в своей карьере мощным левым хуком в печень. Пастрано покинул ринг после этого боя и больше никогда не выступал.
Под руководством легендарного тренера Анджело Данди Пастрано был ловким, быстрым боксером с великолепной левой рукой. Он занимался в одном зале с Кассиусом Клеем и часто спарринговал с будущим чемпионом в начале карьеры Клея. Его талант был растрачен из-за отвращения к тренировкам и любви к вечеринкам и кутежам. Его успех также был ограничен недостатком силы удара, поэтому его рекорд — только 14 побед нокаутом в 84 боях. Тем не менее он победил большинство претендентов в полутяжелом весе своего поколения. Он также победил бывшего чемпиона мира в полутяжелом весе Джои Максима и свел вничью бой с легендарным Арчи Муром. Завершил карьеру с рекордом в 63 победы (14 нокаутом), 13 поражений и 8 ничьих.

## После бокса
После того, как он ушел из бокса, Пастрано стал представителем местной молочной компании Майами, штат Флорида. 30 августа 1966 года в газете Милуоки Сентинел сообщалось, что Пастрано тайно готовился к возвращению на ринг, но автомобильная травма не дала это сделать.
В 1967 году, Пастрано стал официальным хозяином президентской стейк-Хаус в Майами-Бич, штат Флорида.
Тем не менее, по настоянию своего хорошего друга, певца Стива Алаймо, Пастрано начал карьеру в кино, которая длилась с 1967 по 1971 год.
В 1964 году, Пастрано появился на Шоу Джеки Глисон.
Самая известная актерская роль Пастрано была в фильме категории «Б» о мотоциклетной банде «Дикие повстанцы» со Стивом Алаймо в главной роли.
Пастрано рассказал в интервью 1980 года, что он был героиновым наркоманом с 1966 по 1969 год. В том же интервью он утверждал, что грабил, чтобы поддержать свою наркозависимость.
Он стал бродягой. Оуэн Томас помог ему в его нужде. Он работал в ресторане в городе Рино, штат Невада, торговал чипсами в Лас-Вегасе и был вышибалой в стрип-клубе в Майами
Его хорошо задокументированный образ жизни на вечеринках привел к проблемам со здоровьем и карьера Пастрано в кино закончилась. Живя в Лас-Вегасе в начале 1970-х, он утверждал, что готовился к возвращению, когда давал интервью для книги «In This Corner».
Сообщалось, что Пастрано боксировал в Пуэрто-Рико в 1972 году, но на самом деле другой боксер использовал имя, похожее на имя бывшего чемпиона Вилли Пастрано. Пастрано так и не вернулся на ринг.
В 1980 году Пастрано был менеджером профессионального боксера Чабби Джонсона в Новом Орлеане.
После многих лет ухудшения здоровья Пастрано умер от рака печени 9 декабря 1997 года в возрасте 62 лет.

## Интересные факты
- Стал первым абсолютным чемпионом мира в полутяжёлом весе.
- Тренажёр для отработки комбинаций, придуманный Касом Д’Амато, получил название «Мешок Уилли» в честь Пастрано, которого его ученик Хосе Торрес одолел в титульном бою. Тренажёр был сделан из пяти матрасов, обернутых вокруг рамы. Спереди матрасов был нарисован профиль человека, на котором были обозначены зоны, которые были мишенью для ударов.